# Île Higgs
Higgs est une île des Bermudes.